# Ulica księdza Leopolda Markiefki w Katowicach

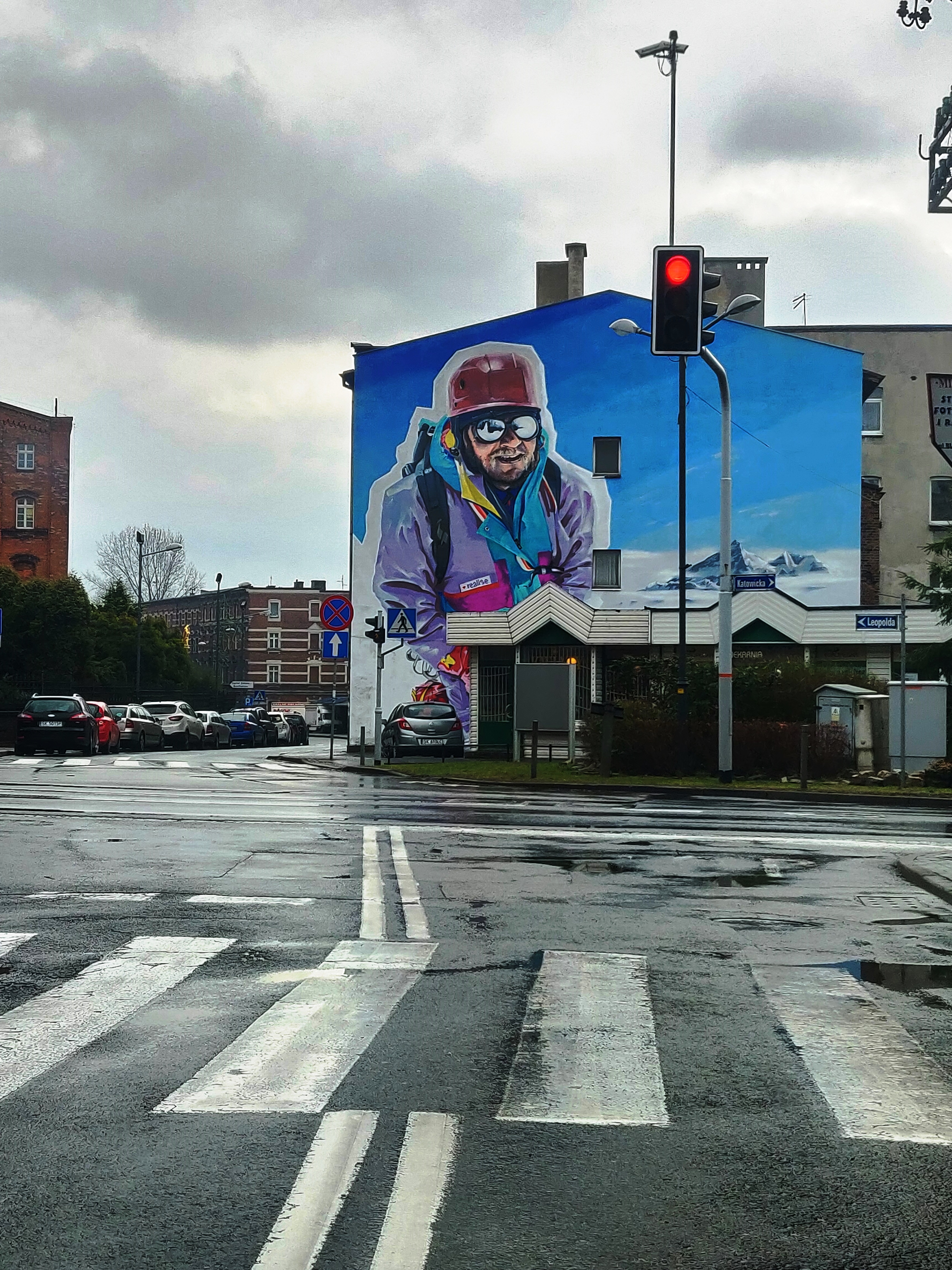
Katowice - mural, przedstawiający Jerzego Kukuczkę, wykonany w 2019 na ścianie bocznej budynku przy ul. ks. L. Markiefki 96 w dzielnicy Bogucice

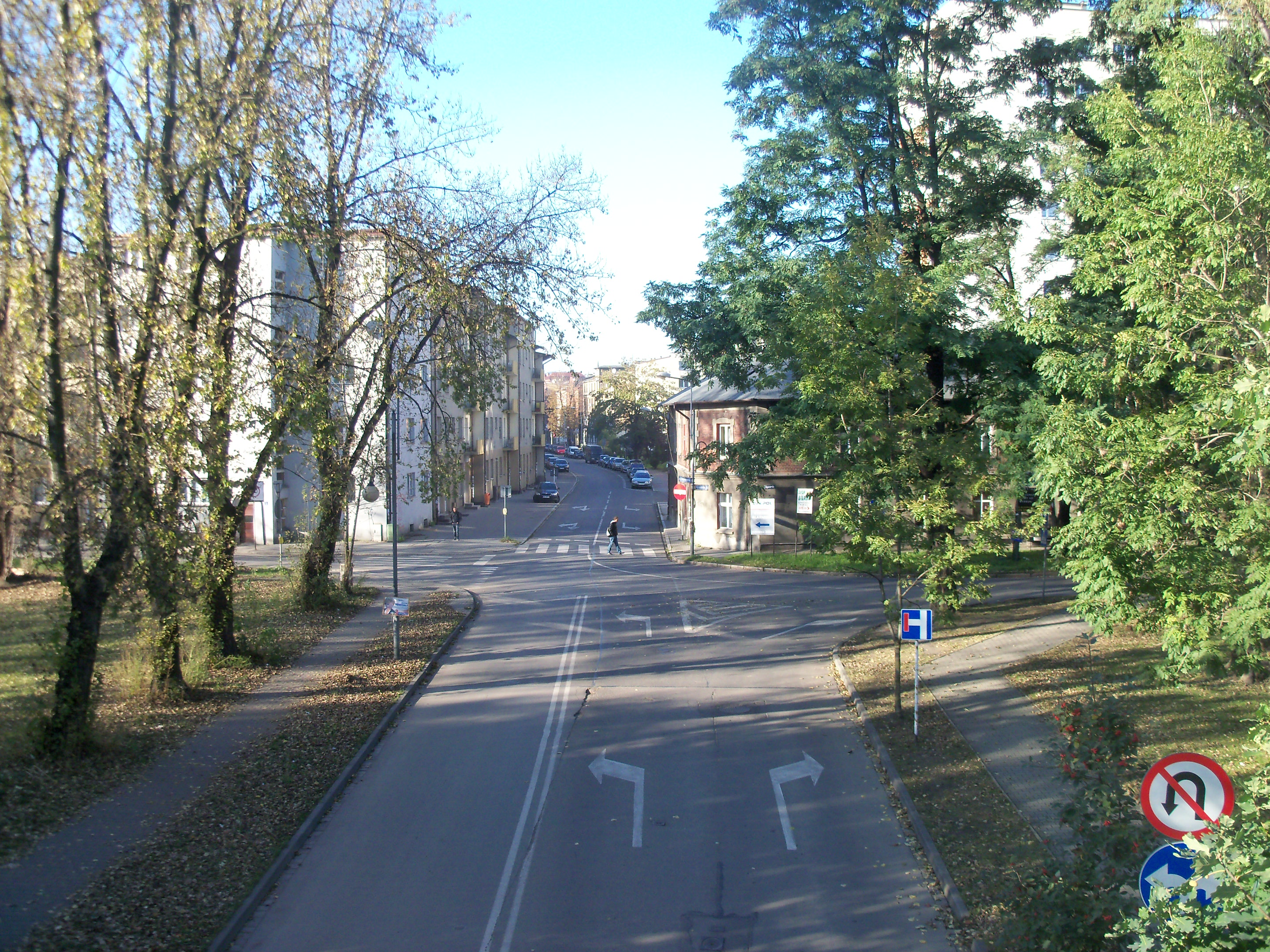
Widok ulicy z wiaduktu kolejowego

Ulica księdza Leopolda Markiefki w Katowicach – jedna z zabytkowych ulic w katowickiej dzielnicy Bogucice. Rozpoczyna swój bieg przy skrzyżowaniu z ulicą Leopolda, ulica Ludwika i ulicą Katowicką. Następnie biegnie przez historyczną część dzielnicy Bogucice w kierunku południowym. Kończy swój bieg przy alei Walentego Roździeńskiego (DTŚ, DK 79). Ulica nosi imię księdza Leopolda Markiefki – proboszcza bogucickiej parafii w latach 1839–1882 (do 1843 administratora parafii).

## Historia

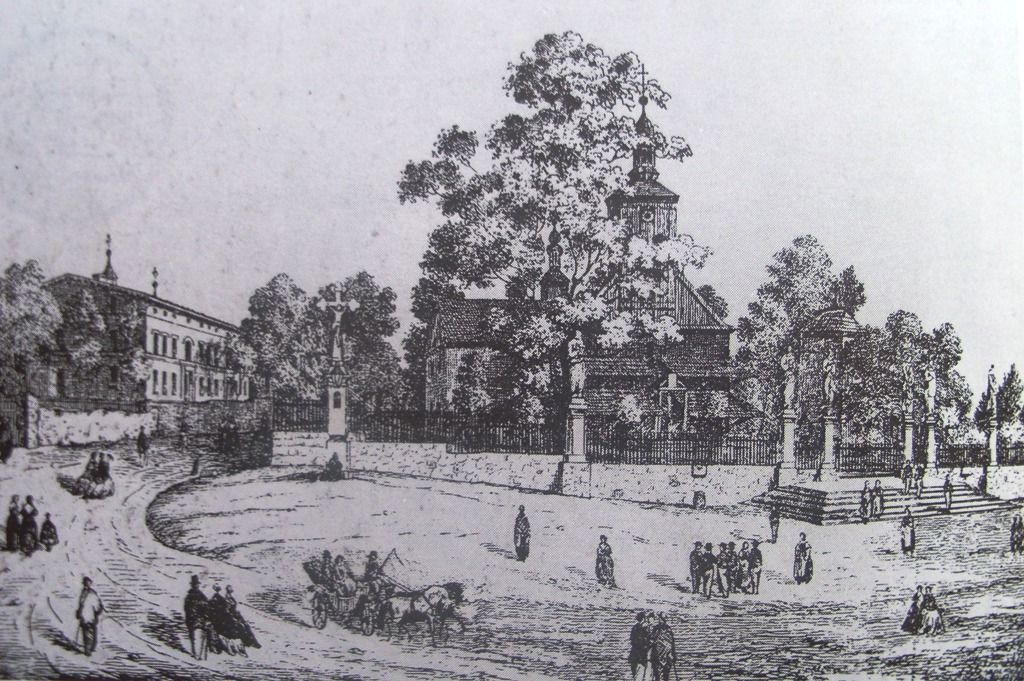
Litografia z poł. XIX w., przedstawiająca drewniany kościół w Bogucicach

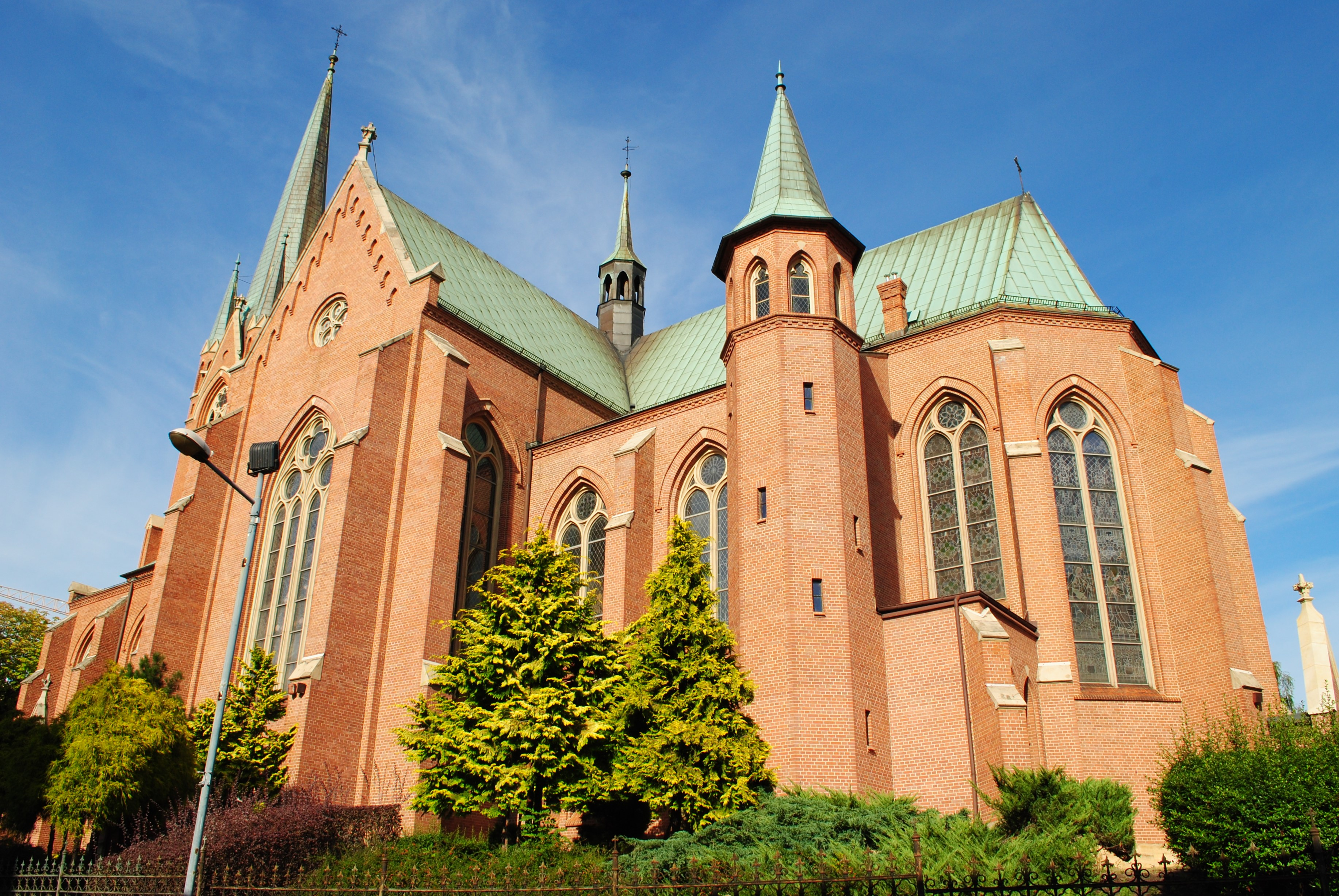
Kościół parafialny św. Szczepana

W drugiej połowie XIX wieku tereny przy dzisiejszej ul. ks. L. Markiefki zaczęto intensywnie zabudowywać z powodu zwiększenia wydobycia węgla (kopalnia "Ferdynand"). W okresie Rzeszy Niemieckiej (do 1922) ulica nosiła nazwę Kaiserin Augusta Straße, w latach międzywojennych 1922–1939 i ponownie po wojnie od 1945 ulica księdza Leopolda Markiefki, w latach niemieckiej okupacji Polski (1939–1945) Bogutschützer Straße. W dwudziestoleciu międzywojennym pod numerem 70 istniała Apteka oo. Bonifratów, a pod numerem 40 – restauracja Michała Kozy. Przed przebudową do klasy drogi szybkiego ruchu alei Walentego Roździeńskiego w latach sześćdziesiątych XX wieku, ulica ks. L. Markiefki miała bezpośrednie przedłużenie do Zawodzia w postaci ulicy Bogucickiej. W latach siedemdziesiątych ulicę ks. L. Markiefki zmodernizowano. Wybudowano przy niej także nowoczesny pawilon handlowy. W domu pod numerem 94 dnia 24 marca 1948 urodził się Jerzy Kukuczka – polski himalaista. Informuje o tym pamiątkowa tablica, umieszczona na fasadzie budynku w 1997. W czasach PRL przy ulicy istniało kino "Millenium". W 2009 do Miejskiego Domu Kultury przy ul. ks. L. Markiefki 44a dobudowano nowe pomieszczenia kosztem 2 314 859,31 PLN.
21 maja 2011 odbyło się Święto Ulicy Markiefki – plenerowe wydarzenie kulturalne.

## Obiekty zabytkowe
W południowo – wschodniej części Bogucic znajduje się zabudowa z początku XX wieku (rejon ul. ks. L. Markiefki, ul. Walerego Wróblewskiego), pierwotnie przeznaczona dla pracowników kopalni "Ferdynand".
Przy ulicy ks. Leopolda Markiefki znajdują się następujące historyczne obiekty:
- zespół dawnego Konwentu Ojców Bonifratrów i Szpitala Miejskiego nr 1 (ul. ks. L. Markiefki 85–87)[17]; zespół konwentu wzniesiono w latach 1872–1874[18]; szpital – w latach 1902–1903; obiekty zbudowano w stylu historyzmu z elementami neoromańskimi i neogotyckimi oraz wpisano do rejestru zabytków dnia 1 lipca 1992 (nr rej.: A/1367/88[19], obecnie A/1367/24[20]); szpital wzniesiono na miejscu dawnej chaty ostatniego polskiego sołtysa Katowic – Kazimierza Skiby, przeniesionej z Katowic; zdecydowano, że zostanie przeniesiona z Bogucic do Drajoka (dzisiejsza ul. Burowiecka)[21];
- neogotycki kościół parafialny pod wezwaniem świętego Szczepana (ul. ks. L. Markiefki 89[15]); wpisany do rejestru zabytków dnia 26 maja 1988 (nr rej.: A/1365/88[19]); wzniesiony w latach 1892–1894 według projektu Pawła Jackischa, ukończony przez Müllera; kościół stoi na miejscu wcześniejszego z 1854, przed nim znajdowały się w tym miejscu inne drewniane kościółki[22][23];
- zespół sześciu figur przed kościołem parafialnym świętego Szczepana: święty Paweł, święty Piotr, święty Szczepan, święty Józef z Dzieciątkiem, Najświętsza Maria Panna, święta Barbara; zespół wpisano do rejestru zabytków dnia 21 sierpnia 1992 (nr rej.: B/630/928);
- zespół plebanii i ochronki (ul. ks. L. Markiefki 89), pochodzący z końca XIX wieku[24];
- objęte ochroną konserwatorską budynki przy ul. ks. L. Markiefki 29, 43, 45, 47; wzniesione pod koniec XIX i na początku XX wieku w stylu historyzmu ceglanego (tzw. "familoki")[25]:
  - budynek mieszkalny – kamienica narożna (ul. ks. L. Markiefki 29), wzniesiony w 1875 w stylu historyzmu, przebudowany w 1891[24],
  - budynek mieszkalny – kamienica (ul. ks. L. Markiefki 43)[24],
  - budynek mieszkalny – kamienica (ul. ks. L. Markiefki 45), wzniesiony w 1889 w stylu historyzmu[24],
  - budynek mieszkalny – kamienica (ul. ks. L. Markiefki 47), wzniesiony w 1889 w stylu historyzmu[24];
- kamienny krucyfiks na rogu ul. ks. L. Markiefki i ul. Leopolda, wzniesiony na przełomie XIX i XX wieku[24];
- dawny Dom Ludowy (ul. ks. L. Markiefki 44a), wzniesiony w latach dwudziestych XX wieku[24];
- kamienica mieszkalna (ul. ks. L. Markiefki 49), wybudowana w latach osiemdziesiątych XX wieku w stylu historyzmu[24];
- narożna kamienica mieszkalna (ul. ks. L. Markiefki 50, róg z ul. Sztygarską), wzniesiona w latach trzydziestych XX wieku w stylu funkcjonalizmu ceglanego[24];
- kamienica mieszkalna (ul. ks. L. Markiefki 51), wybudowana w latach osiemdziesiątych XIX wieku w stylu historyzmu[24];
- kamienica mieszkalna (ul. ks. L. Markiefki 52), wzniesiona w 1890 w stylu historyzmu[24];
- kamienica mieszkalna (ul. ks. L. Markiefki 53), wybudowana w latach dziewięćdziesiątych XIX wieku w stylu historyzmu[24];
- kamienice mieszkalne (ul. ks. L. Markiefki 55, 59, 63, 65, 79, 81/81a, 83)[24];
- kamienica mieszkalna (ul. ks. L. Markiefki 56), wzniesiona na przełomie XIX i XX wieku w stylu historyzmu[24];
- kamienice mieszkalne (ul. ks. L. Markiefki 58, 60, 61, 62, 64, 66, 70, 72/74, 84, 86), wybudowane pod koniec XIX wieku w stylu historyzmu[24];
- narożna kamienica mieszkalna (ul. ks. L. Markiefki 68, ul. B. Żogały 2), wzniesiona na początku XX wieku w stylu historyzmu ceglanego[24];
- dom mieszkalny (ul. ks. L. Markiefki 69), wybudowany w latach dwudziestych XX wieku w stylu modernizmu[24];
- kamienica mieszkalna (ul. ks. L. Markiefki 75), wzniesiona w 1894 w stylu historyzmu[24];
- kamienny krzyż na rogu ul. ks. L. Markiefki 76 i ul. Kowalskiej[24]; na cokole znajduje się krucyfiks, a we wnęce wysokiego dwuczłonowego cokołu umieszczono figurkę świętej, istnieje także tablica inskrypcyjna (Fundatorzitego/Krziża/Posiedziciele gruntu z/gminy Bogucki/1887); krzyż posiada żelazne kute ogrodzenie; w 2005 poddano go renowacji[26];
- dawna kuźnia i dom (ul. ks. L. Markiefki 76), pochodzące z XIX wieku[24], nie zachowała się w całości[27], rozebrany w lutym 2025 roku[28];
- budynek dawnej szkoły (ul. ks. L. Markiefki 78), wzniesiony w 1875 w stylu historyzmu[24];
- dwa domy mieszkalne (ul. ks. L. Markiefki 80, 82), wybudowane pod koniec XIX wieku w stylu historyzmu[24];
- dom mieszkalny i budynek dawnej piekarni (ul. ks. L. Markiefki 90), pochodzące z końca XIX wieku, wzniesione w stylu historyzmu[24], budynek piekarni utracił cechy zabytkowe wskutek przeróbek[27];
- dom mieszkalny (ul. ks. L. Markiefki 92), wybudowany w latach osiemdziesiątych XX wieku w stylu historyzmu[24];
- kamienica mieszkalna (ul. ks. L. Markiefki 94), wzniesiona na początku XX wieku w stylu historyzmu[24];
- kamienica mieszkalna z końca XIX wieku (ul. ks. L. Markiefki 96), wybudowana w stylu historyzmu ceglanego[24].

## Opis
Ulica ks. Leopolda Markiefki jest drogą klasy L. Ulicą kursują autobusy na zlecenie Zarządu Transportu Metropolitalnego (ZTM). Przy ulicy swoją siedzibę mają (stan na 2011): niepubliczne zakłady opieki zdrowotnej, Miejski Dom Kultury "Bogucice" – Filia, "Boni Fratres Catoviensis" Sp. z o.o. - Szpital Zakonu Bonifratrów pw. Aniołów Stróżów w Katowicach, spółdzielnia pracy, Zakładowy Dom Kultury "Katowice", firmy handlowo-usługowe, przedsiębiorstwa inwestycyjno-budowlane, administracja Osiedla "Ścigały", Miejska Biblioteka Publiczna – Filia nr 33, Przedszkole Publiczne parafii rzymskokatolickiej św. Szczepana, Zakład Badawczo-Doświadczalny Gospodarki Komunalnej, parafia św. Szczepana w Katowicach.